# Mutualismo en Francia
El mutualismo es un movimiento político e histórico que ha dado lugar a la creación de formas de asociación mutualistas o cooperativas en diversos sectores económicos de Francia. Introducido especialmente en los sectores de seguros, banca, construcción y educación, en general se puede afirmar que está presente en todas las formas de producción y/o de comercio. El movimiento condujo a la creación de un sector económico fuera del mercado y regido por el código mutualista. 

## Etimología
El adjetivo mutuo designa, precisamente, el carácter recíproco de un derecho o de una obligación. El dle de la Asale define "mutualidad" como asociación con régimen de prestaciones mutuas, y pone los ejemplos de mutualidad obrera o escolar.

## Historia
La asociación cooperativa no es una agrupación instintiva, sino una forma de vida ya estructurada en sociedad. Podemos imaginar con razón que las primeras manifestaciones cooperativas fueron espontáneas en forma de ayuda mutua (economía política), o trueque de servicios y numerosas formas de " prehistoria cooperativa » (es decir, antes de la formulación de normas y leyes que organizaban el mutualismo en Francia).
La disposición de tenencia colectiva en Babilonia, las hermandades asistenciales y funerarias de la antigüedad romana habrían tenido, desde cierto punto de vista, cierto parentesco con las instituciones cooperativas. También podemos mencionar los equipos de compañeros de construcción, durante la construcción del Templo de Salomón en Jerusalén. : de hecho, los trabajadores instauraron un sistema de ayuda mutua destinado a las víctimas de accidentes o enfermedades, sistema que continuó con los compañeros que viajaban por Europa durante la época de las catedrales . Otras formas de mutualismo están representadas por “ artels » de pescadores, cazadores y artesanos de la antigua Rusia …
Las raíces de la Cooperación Obrera se remontan a unos 150 años de historia. Podemos decir que es una respuesta de los trabajadores a las consecuencias de la concentración del capital . Las cooperativas son una respuesta a “ abuso » del capitalismo, desarrollado principalmente durante la Revolución Industrial .
La ley Le Chapelier de 1791 prohibía « asambleas de trabajadores y artesanos », así como las asociaciones tanto de trabajadores como de empleadores, argumentando que el sistema corporativista era un obstáculo para la libertad de trabajo. Sin embargo, fueron principalmente los grupos de trabajadores los que quedaron indefensos debido al temor de que «las asociaciones permitirían a los trabajadores aumentar el precio de la jornada laboral», como cita Karl Marx a Camille Desmoulins. En 1791, la Revolución francesa, inspirada en último lugar en preocupaciones burguesas, suprimió por ley todos los organismos intermediarios por la nombrada ley « Le Chapelier » :
- Corporaciones: todas las personas que ejercen una misma profesión (comerciantes y artesanos) con el fin de regular el acceso y el ejercicio, la competencia, los horarios de trabajo y las técnicas de producción.
- Jurados: Bajo el Antiguo Régimen, colegios profesionales constituidos por el juramento mutuo de estos miembros.
- Compañerismos: “ Asociación entre trabajadores de una misma profesión con fines de instrucción profesional y asistencia mutua. »
- Universidades: la ley contribuye, con el decreto del 18 de agosto de 1792, a la disolución de la Universidades y, en concreto, de las facultades de medicina, en nombre del libre ejercicio de la medicina, sin que sea necesario haber estudiado medicina ni tener un diploma, hasta la creación de las escuelas de salud de París.

La ley Le Chapelier fue derogada en 1864.
Robert Owen (1771-1858) está considerado como el padre fundador del movimiento cooperativo moderno. El galés, que hizo su fortuna sobre el comercio del algodón, quería mejorar las condiciones de vida y de trabajo de sus empleados mediante la educación de los trabajadores y de sus hijos, la creación de guarderías... Implementó con éxito sus ideas en su hilandería "New Lanark", en Escocia. Allí se creó la primera cooperativa de consumidores (tienda cooperativa). Este éxito le dio la idea de crear "aldeas de cooperación" donde los trabajadores pudieran salir de la pobreza produciendo sus propios alimentos, confeccionando su propia ropa y, en última instancia, gobernándose a sí mismos. Intentó establecer comunidades de este tipo en Orbiston, Escocia y New Harmony, Indiana, Estados Unidos, pero no tuvo éxito.

## Regulación
La actividad de los bancos mutuales y de las compañías de seguros se han de regir por las leyes y reglamentos estatales. Véanse, por ejemplo, los artículos específicos del código monetario y financiero francés L512-55 a L512-59 2  .

## Hibridación
El movimiento mutualista no tuvo fines de lucro y creó estructuras sin accionistas. Como resultado, no fue fácil para las cooperativas y mutuales que trabajan en salud adaptarse a las restricciones regulatorias que se produjeron como parte de la preparación e implementación de las reformas de la solvencia .
Estas reformas requirieron en particular que los actores del seguro médico complementario tuvieran capital suficiente para cubrir posibles riesgos. El movimiento mutualista no estaba familiarizado con este concepto de equidad, ya que redistribuye todas sus ganancias entre sus miembros. Por tanto, era necesario crear fondos de reserva para cumplir con la nueva directiva europea llamada Solvencia II.
Este ajuste condujo a la creación de varias formas jurídicas nuevas que facilitaron la puesta en común de energías y fondos entre los actores del mutualismo, pero también con los actores cubiertos por el Código de la Seguridad Social (las instituciones de previsión) y otros sujetos del Código de Seguros (las mutuas de seguros). Dos estructuras contribuyeron particularmente a esta hibridación : sindicatos de grupos mutualistas (UGM) y sindicatos de grupos mutualistas (UMG).
- La unión de grupo mutualista ( UGM ) fue creada por la orden del 19 de abril de 2001  : permite el desarrollo de acciones conjuntas entre diferentes actores sin conducir a una solidaridad financiera. Permite, por tanto, un primer paso antes de un posible acercamiento más estructurante.
- La unión mutualista de grupo ( UMG ) fue creado por la ley de modernización económica de 4 de agosto de 2008 : se diferencia de la UGM principalmente porque requiere una fusión financiera y por tanto permite responder directamente a las restricciones de fondos de reserva impuestas por Solvencia II . En Francia, el grupo Aésio, el grupo VYV y Cap Mutualité ( grupo MNCAP ) son sindicatos mutualistas de grupo.

En el caso de las mutuas de seguros, las aportaciones de todos los afiliados se mancomunan y sirven como compensación en caso de siniestro, en las zonas cubiertas por la mutua.

## Otras áreas
En la actualidad parece que la mutualidad se encamina hacia otras formas de compensación distintas de la enfermedad, el accidente, la vejez o la muerte. Debido al constante aumento de las situaciones de precariedad y exclusión, incluso en los países llamados desarrollados, está surgiendo una nueva fuente de inspiración para la solidaridad, menos materialista y más centrada en actividades espirituales. De hecho, el acceso al conocimiento y al know-how se ha convertido en una preocupación esencial para cada individuo, especialmente porque las modernas tecnologías de la comunicación permiten una difusión rápida y amplia de información y medios de formación individual.
Ya en Francia podemos observar la creación de mutualidades llamadas “ culturales »[¿quién?], con el objetivo de ofrecer un sistema compartido de acceso a la cultura en beneficio del mayor número de personas posible.[cita requerida] .